# Юзеф Мария Бохенски
Юзеф Мария Бохенски (на полски: Józef Maria Bocheński) е полски философ и логик, работил дълго време в Швейцария и Италия.
Роден е на 30 август 1902 година в Чушув, Келецка губерния, Руска империя. Участва в Полско-съветската война от 1919 – 1921 г.
Учи право в Лвов и икономика в Познан, завършва философия във Фрибурския университет (1931) и богословие в Папския университет „Свети Тома Аквински“ (1934), където след това преподава логика. По време на Втората световна война е полеви свещеник в полската армия.
Във Фрибурския университет заема катедрата по философия на XX век (1945) и е негов ректор през 1964 – 1966 г.
Той е сред водещите представители на Краковския кръг в томизма. Умира във Фрибур на 8 февруари 1995 г.